# Astreopora expansa
Astreopora expansa is een rifkoralensoort uit de familie van de Acroporidae. De wetenschappelijke naam van de soort is voor het eerst geldig gepubliceerd in 1877 door Brüggemann.